# 모로비리국
모로비리국(牟盧卑離國)은 고대 한반도에 존재했던 국가로 마한의 54소국 중 하나이다. 전북특별자치도 고창군에 있었다. 백제 때는 모량부리현(牟良夫里縣)이라 불렀고, 통일신라시대 경덕왕 때부터는 고창현이라고 불려, 지금의 전라북도 고창군까지 이어진다. 4세기경에 전라도 부근의 다른 소국들과 함께 백제에 흡수되었다고 여겨진다.

## 같이 보기
- 고창군